# Eminem Presents: The Re-Up
Eminem presents The Re-Up is een compilatiealbum van rapper Eminem, samen met de leden van zijn eigen label Shady Records. Het album kwam uit op 5 december 2006, en behalve Eminem verschijnen onder andere 50 Cent, Obie Trice, Nate Dogg en alle leden van D12 op het album. Het album stond aanvankelijk gepland als mixtape maar werd vanwege de kwaliteit gepromoveerd tot album. Volgens Eminem was het compilatiealbum vooral bedoeld om de nieuwe artiesten van Shady Records, waaronder Ca$his, Stat Quo en Bobby Creekwater, te introduceren in de hiphopscene. Het album kwam op #2 binnen in de Billboard 200 en verkocht uiteindelijk 1.6 miljoen platen in de VS, en 2.2 miljoen wereldwijd.

## Track listing
| #  | Titel                         | Artiesten                                               | Duur |
| -- | ----------------------------- | ------------------------------------------------------- | ---- |
| 1  | "Shady Narcotics" (intro)     | Eminem                                                  | 0:56 |
| 2  | "We're Back"                  | Eminem, Obie Trice, Stat Quo, Bobby Creekwater & Cashis | 4:02 |
| 3  | "Pistol Pistol Remix"         | Obie Trice                                              | 2:27 |
| 4  | "Murder"                      | Bizarre & Kuniva                                        | 2:14 |
| 5  | "Everything Is Shady"         | Cashis                                                  | 4:33 |
| 6  | "The Re-Up"                   | Eminem & 50 Cent                                        | 2:57 |
| 7  | "You Don't Know"              | 50 Cent, Eminem, Cashis, & Lloyd Banks                  | 4:22 |
| 8  | "Jimmy Crack Corn"            | Eminem & 50 Cent                                        | 3:54 |
| 9  | "Trapped"                     | Proof                                                   | 1:01 |
| 10 | "Whatever You Want"           | Kon Artis & Swifty McVay                                | 2:52 |
| 11 | "Talkin' All That"            | Cashis                                                  | 4:04 |
| 12 | "By My Side"                  | Stat Quo                                                | 4:08 |
| 13 | "We Ride For Shady"           | Obie Trice & Cashis                                     | 3:09 |
| 14 | "There He Is"                 | Bobby Creekwater                                        | 4:27 |
| 15 | "Tryin' Ta Win"               | Stat Quo                                                | 3:52 |
| 16 | "Smack That (Remix)"          | Akon ft. Stat Quo & Bobby Creekwater                    | 5:14 |
| 17 | "Public Enemy #1"             | Eminem                                                  | 1:58 |
| 18 | "Get Low"                     | Stat Quo                                                | 3:19 |
| 19 | "Ski Mask Way (Remix)"        | 50 Cent                                                 | 3:05 |
| 20 | "Shake That (Remix)"          | Nate Dogg, Eminem, Obie Trice & Bobby Creekwater        | 2:59 |
| 21 | "Cry Now (Remix)"             | Obie Trice, Kuniva, Bobby Creekwater, Cashis & Stat Quo | 5:12 |
| 22 | "No Apologies"                | Eminem                                                  | 4:21 |
| 23 | "Billion Bucks" (bonus Track) | Stat Quo                                                | 3:52 |